# 해미시 커
해미시 커(영어: Hamish Kerr, 1996년 8월 17일~)는 뉴질랜드의 육상 선수로 주 종목은 높이뛰기이다. 올림픽에 2회 출전했고 2024년 하계 올림픽에서 금메달을 획득했다. 세계 실내 선수권 대회에서 금메달 1개, 동메달 1개를 획득했다. 
현재 남자 실외 높이뛰기 뉴질랜드 국가 기록과 남자 실내 높이뛰기 뉴질랜드 국가 기록 및 오세아니아 기록을 보유하고 있다.